# 穆斯塔法·伊沙克·布塞哈基
穆斯塔法·伊沙克·布塞哈基（英語：Mustapha Ishak Boushaki，1967年2月7日—) 是德克薩斯州大學達拉斯分校的一位理论物理学、宇宙学學者和教授。他的研究領域有宇宙加速膨脹、暗能量、引力透镜和廣義相對論的替代理論。他于2021年被評为美國科學促進會院士。

## 教育和教育
穆斯塔法·伊沙克·布塞哈基出生于阿尔及利亚，並于1987年搬到蒙特利尔。他于1994年在魁北克大学蒙特利尔分校獲得计算机科学学士学位，并于1998年在蒙特利尔大学获得物理学学士学位。之後他又來到女王大學攻讀博士學位，并于2003年畢業。
伊沙克·布塞哈基畢業後开始在普林斯顿大学担任研究助理，然后于2005年成为德克萨斯大学达拉斯分校的教授。